# 행복의 단추를 채우는 완벽한 방법
《행복의 단추를 채우는 완벽한 방법》(영어: Sometimes Always Never)은 2018년 개봉한 영국의 코미디 영화이다. 칼 헌터 감독의 작품이며, 빌 나이, 샘 라일리, 앨리스 로, 제니 애거터, 팀 매키너니가 출연했다.
2018년 10월 런던 영화제에서 상영되었다. 대한민국에는 2020년 4월 2일 개봉하였다.

## 줄거리
세련된 양복 재단사인 앨런은 오랫동안 실종된 아들 마이클을 찾아 헤매고 있다. 마이클은 스크래블 게임 도중 격렬하게 다투고 집을 나간 후 소식이 끊긴 상태다. 앨런은 아들의 시신으로 추정되는 것을 확인해야 하는 상황에 놓이고, 동시에 관계가 소원해진 둘째 아들과의 관계를 회복해야 한다. 그는 온라인 스크래블 게임에서 마이클일지도 모르는 익명의 플레이어를 발견하고, 가족을 다시 하나로 모으기 위해 그를 찾아 나선다. 앨런은 사라진 아들을 찾는 과정에서 겪는 슬픔과 가족과의 관계 회복이라는 두 가지 과제를 동시에 해결해나가야 한다.

## 출연진
- 빌 나이 - 앨런
- 샘 라일리 - 피터
- 앨리스 로 - 수
- 제니 애거터 - 마거릿
- 팀 매키너니 - 아서
- 알렉세이 세일 - 빌